# Jacetani
Les Jacetani ou Iacetani (en grec classique, iakketanoi ; en latin, iacetani) étaient un peuple protohistorique et antique, concentré autour de la ville préromaine de Iaca, dans le nord de l'actuel Aragon (Espagne) et sur les piémonts des Pyrénées.

## Historique
Selon Strabon, Pline l'Ancien, Ptolémée et l'archéologie, les Jacetani occupaient un territoire qui s'étendait des Pyrénées à Lérida et Huesca et ils pourraient être liés aux Aquitani. Ils sont connus pour avoir émis de la monnaie.
Leur liens avec l'actuel peuple basque sont discutés, car ils vivaient dans une vaste zone entre la frontière celtibère de l'Èbre et les Pyrénées, voire jusqu'à la Garonne si les Aquitani font partie du même ensemble. Strabon mentionne comme Iakketanoi les habitants des alentours de la ville de Sertorio qu'il décrit comme distincts des Vascons, contrairement à Ptolémée pour qui ce sont des Vascons.
Il est probable que les Jacetani avaient des us et coutumes en partie matriarcaux et une activité économique principalement d'élevage transhumant, complétée par une agriculture au service de l'élevage. Soumis aux aléas du climat des Pyrénées, les Jacetani descendaient parfois en plaine (actuelle région de Cinco Villas) pour piller les réserves de leurs voisins méridionaux les Suesetani, qui ont fait appel aux Romains. Ces derniers, avec Caton l'Ancien, ont vaincu Iaca en -195. À partir de cet événement, la mention des Jacetani dans les sources classiques cesse d'apparaître, bien qu'ils continuent de frapper leur propre monnaie avec l'inscription « I.A.Ca », coïncidant avec la mention de Strabon, qui date de la fin du Ier siècle av. J.-C. et le début du  Ier siècle.
En 19, après les guerres cantabres, le territoire jacétan est incorporé à l'Empire romain, mais en tant que stipendiaire de Rome et non en tant que partenaire, ce qui l'a marginalisé par rapport au statut juridique des citoyens de droit romain. C'était une situation juridique précaire au sein de l'Empire par rapport à d'autres villes de la région, telles que celle des Sedetani.
En souvenir des Jacetani, la comarque espagnole moderne autour de Iaca est nommée Jacétanie.